# Xanthopimpla trifasciata
Xanthopimpla trifasciata är en stekelart som först beskrevs av Smith 1865.  Xanthopimpla trifasciata ingår i släktet Xanthopimpla och familjen brokparasitsteklar. Utöver nominatformen finns också underarten X. t. aperta.